# Арвад
Арвад (фінік. , дав.-гр. Άραδος, араб. أرواد) — острів-місто, розташоване за 3,5 км від Тартуса в Сирії, у давнину — незалежне місто-держава, найпівнічніше у Фінікії.
Зараз острів славиться виготовленням плавальних транспортних засобів.
Розміри острова становлять 800x400 м.

## Історія

### «Місто мандрівників»

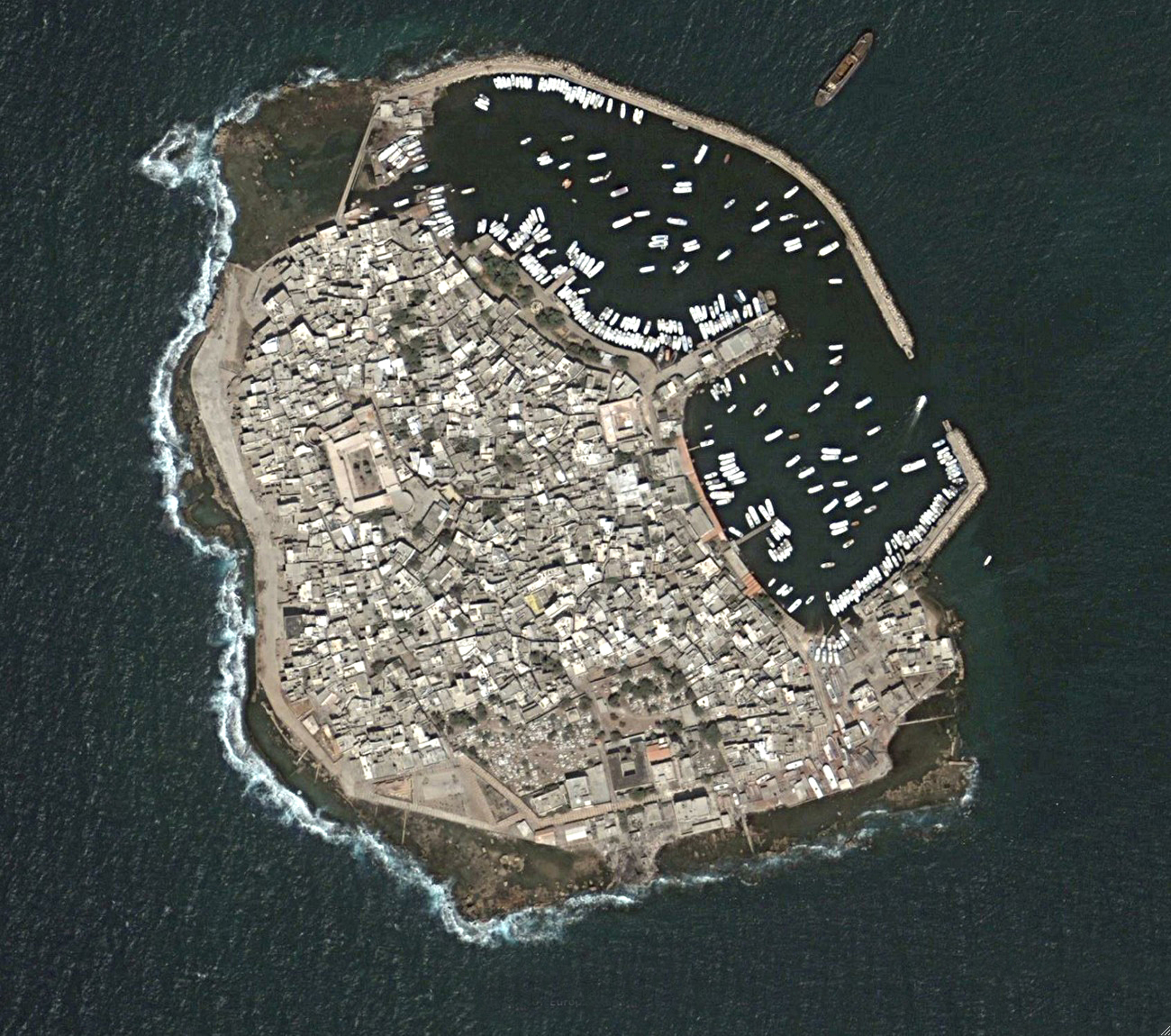
Арвад. Сучасний вигляд із супутника

Острів, на якому знаходився Арвад, був заселений ханаанеями (фінікійцями) у другій чверті III тис. до н. е. ст. до н. е., проте перші письмові згадки про місто відносяться лише до XXIII ст. до н. е.. За популярною етимологією назва міста означає «мандрівний», «місто мандрівників» або ж «прихисток для подорожніх». Острів мав окружність менше 1,5  кілометри, тож від самого початку його мешканці займалися переважно рибалкою, торгівлею і ремеслами. До нашого часу збереглися потужні укріплення і моли з тесаного каменю, що й досі вражають міцністю і точним розрахунком.
Під владою Арвада здавна знаходилися і землі на континенті. Насамперед – зручна якірна стоянка в Карні (на самому острові такої не було), джерела питної води, яку арвадцям доводилося до міста  завозити, гирло річки Нахр ель-Кебір, звідки починався торговельний шлях вглиб Сирії, а також ділянки навколишніх гір, де містяни добували деревину для своїх кораблів.
Можливо на початку історії Арвада, на чолі міста стояв цар. Проте перші письмові свідчення про внутрішній устрій міста царську владу не згадують, наголошуючи, що навіть стосунки з сусідніми державами вели «мужі Арвада», тобто члени міської ради, сформованої з представників найповажніших родин. Деякі дослідники називають Арвад першою в історії республікою.

### Під і поза єгипетською владою

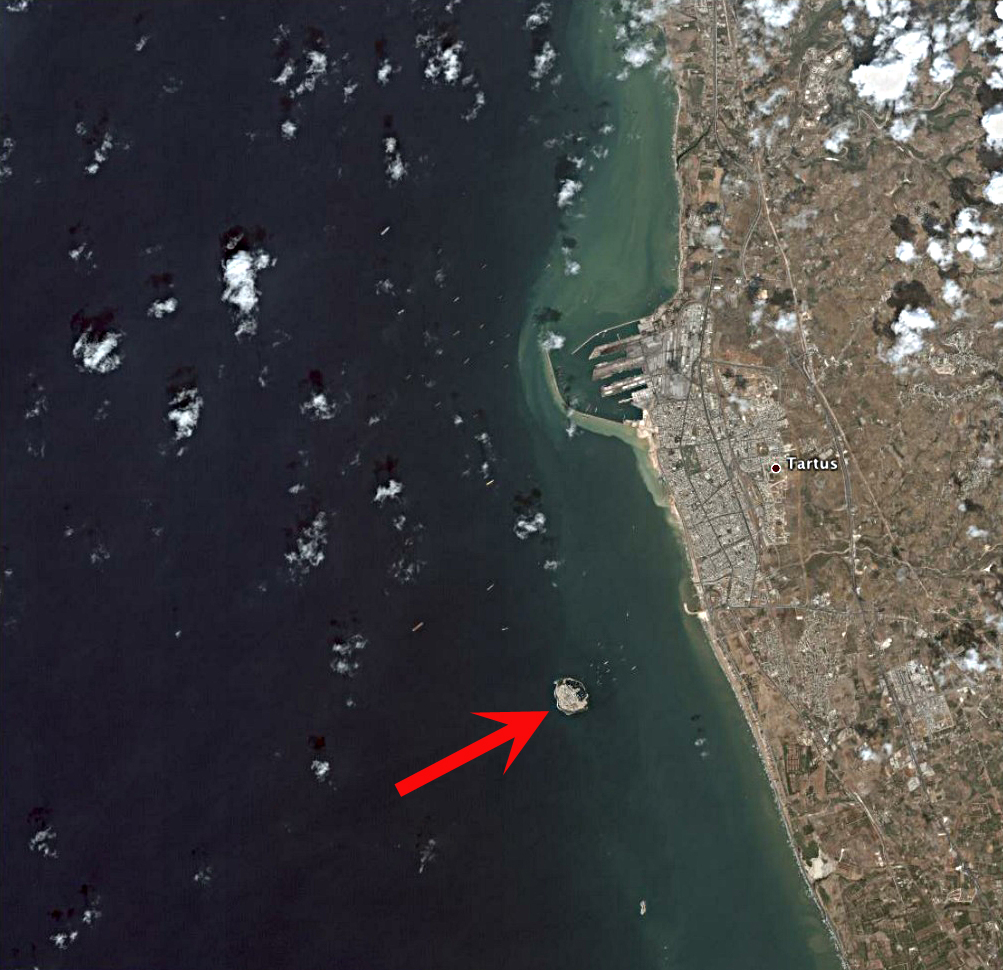
Арвад і сусіднє узбережжя. Сучасний вигляд із супутника

Місто підтримувало торговельні відносини із Сирією, де його партнером була Ебла, та Месопотамією. Можливо цим пояснюється, що єгипетські джерела III тис. до н. е. про Арвад не згадують, віддаючи перевагу Біблу. Ситуація змінилася в XV ст. до н. е., коли Арвад був приєднаний до Єгипту, чи принаймні визнав залежність від влади фараона. Швидше за все це сталося за Тутмоса III. Тутмос III зазвичай не втручався у внутрішні справи приєднаних територій, збергаючи незмінним їхній політичний устрій. Загальний контроль над Північною Фінікією здійснював намісник з титулом «рабіцу», чия резиденція знаходилася у Сімірі, але щодо великих міст його влада була обмеженою. А вже наприкінці правління Аменхотепа III Арвад здобув незалежність.
Вже як самостійний «гравець» Арвад підтримав ватажка "хапіру" Абдаширту, який намагався створити незалежну державу Амурру. Стосунки з ним були такими близькими, що перед смертю він довірив місту усе своє майно, яке арвадці потім передали його синам. Арвад підтримував і сина Абдаширти Азіру. Арвадський флот блокував Сіміру з моря, коли Азіру взяв її в облогу, і навіть воював з Біблом. Згодом місто приєдналося до коаліції Амурру, Сідона і Бейрута, спрямованої проти Тіра. Пізніше – арвадці вступили в союз з хеттами. Сеті I намагався відновити єгипетський контроль над всією Фінікією, проте оволодіти Арвадом йому не вдалося (можливо місто просто відкупилося даниною). Рамзесу II довелося врешті-решт укласти мир з хеттами, поділивши з ними Сирію і Фінікію навпіл. Проте Арвад зберіг незалежність від обох "великих держав". 

### Навала «народів моря» і ассирійська загроза
Близько 1200 р. до н. е. Східне Сереземномор’я пережило навалу «народів моря». Під час неї Арвад був зруйнований, принаймні частково. І пізніше був заселений біженцями з Сідона, який зазнав несподіваного нападу філістимлян. Можливо, саме в цей час у місті знову з’являється власний володар, хоча влада його – з огляду на місцеву «республіканську» традицію - і надалі булла суттєво обмежена. Арвад переживає нове піднесення, перетворюючись на один із головних центрів фінікійської і міжнародної торгівлі. Нестача землі змушує містян будувати на острові багатоверхові будинки, які справляли неабиякі враження на гостей Арваду. Розширюються і володіння арвадців на континенті – після загибелі Амурру вони приєднали до себе Сіміру з навколишніми землями.

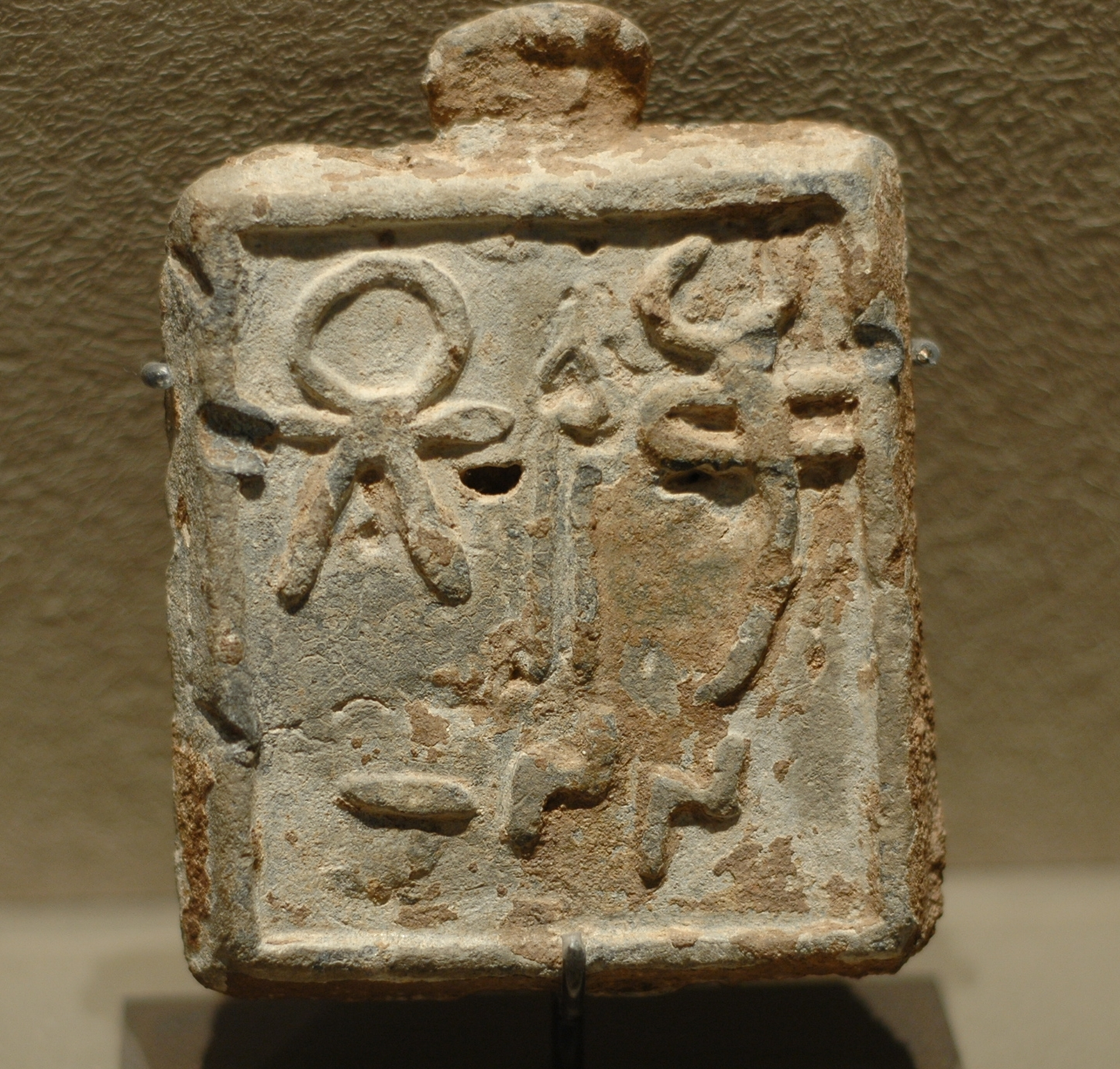
Гиря з символічним зображенням богині Таніт. Лувр

Щоправда, ассирійський цар Тіглатпаласар I (1115 — 1077 рр. до н. е.) змусив Арвад (ассирійці поетично називали місто qabal tamtim – "гора серед моря") сплатити йому чималу данину. Зберігся навіть звіт про своєрідну «морську екскурсію» ассирійського володаря, який на арвадському кораблі відвідав місто, вполював у морі дельфіна (або ж нарвала) і урочисто зійшов у Сімірі на берег. Проте особливих політичних наслідків ці відвідини не мали, адже невдовзі Ассирія була серйозно послаблена.
Від Ашшур-назір-апала II у 876 р. до н. е. арвадці також відкупилися. Місто - разом з Тіром - брало участь в коаліції проти Салманасара ІІІ і місцевий цар Матанбаал I виставив 200 воїнів в битві при Каркарі у 853 році до нашої ери - можливо, це була його особиста гвардія, а міське ополчення на підтримку союзників Арвад спрямувати не наважився.
Тіглатпаласар III не просто розтрощив у 738 р. до н. е. війська антиассирійської коаліції, до якої входив арвадський цар Матанбаал II, але й позбавив місто його континентальних володінь (із Сімірою включно), з яких була утворена ассирійська провінція. Для здобуття самого Арвада в Тіглатпаласра III не вистачало сил - в ассирійців на той час не було навіть власного флоту, проте місто змушене було визнати залежність від ассирійського царя. І сплачувати йому данину вже на постійній основі - що більше нагадувало вже не дипломатичні подарунки, а справжні податки. У 727 р. до н. е. арвадці були змушені надати Салманасару V кораблі для облоги Тіру, що, як і Арвад, знаходився на острові.
Після приходу до влади Саргона II місто приєдналося до загального повстання проти нового володаря, однак ассирійці швидко здолали опір, і невдовзі арвадці були змушені надати їм свої кораблі для рейду на Кіпр. В 701 р. до н. е. арвадський цар Абдель був серед тих, хто вітав Сіннахеріба з його перемогою над Тіром, арвадці демонстрували свою лояльність і Ассаргаддону після його перемоги над Сідоном, і брали участь у поході Ашшурбаніпала проти Єгипту. Це, щоправда, не завадило останньому скаржитись на непокірність міста. Ашуурбаніпал здійснив показову розправу над царем міста Якінлу - примусив його продемонструвати відданість цареві і відправити до двору ассирійського володаря своїх доньок з багатим посагом, а потім його стратив, замінивши старшим сином Азібаалом і взявши інших синів у заручники.
Щоправда, місто скористалося послабленням Ассирії після смерті Ашшурбаніпала, відновивши власну незалежність і повернувши собі володіння на континенті. В 605 році, після перемоги Навуходоносор II над фараоном Нехо II, Арвад поквапився визнати владу нового володаря, і у 570 р. до н. е. цар міста був зазначений серед почесних гостей (і одночасно заручників), що в той час перебували у Вавилоні.

### Під владою Ахеменідів
З падінням Вавилона і підпорядкуванням Фінікії Ахеменідам, Арвад переживає нове піднесення. Цар Агбаал беззастережно визнав владу персів, а його син Мербаал на чолі аркадської ескадри брав участь у поході Ксеркса проти Греції у 480 р. до н. е.
Арвад був одним із чотирьох самоврядних фінікійських держав у складі держави Ахеменідів. До її складу входили як землі, придатні для ведення сільського господарства (що могло коменсувати місту збитки від згортання - внаслідок тривалих війни - торгівлі з Грецією), так і залежні міста, зокрема Сіміра, що перетворилася на визначний торговельний і ремісничий центр, і Амріт, у якому вже наприкінці VI ст. до н. е. почалося зведення  цілого комплекса святилищ. Приблизно з 430 р. до н. е.  в залежність до Арвада потрапляють Посейдонія та інші грецькі поселення на узбережжі. З того ж часу місто починає карбувати власну монету, дотримуючись, на відміну від сусідів, саме перського стандарту. Водночас, місто швидко еллінізується. Про це свідчать знахідки керамічних саркофагів, знайдених в арвадському некрополі.
На початку IV ст. до н. е. Арвад бере участь у створенні Фінікійського союзу і заснуванні поселень, об’єднаних згодом у Триполіс. Проте ініціатива в цьому об’єднанні належала Сідону, а арвадці з тірянами, встановивши щільні стосунки між собою, опонували найавантюрнішим пропозиціям сідонців. Утім у 351 р. до н. е. Артаксеркс III про всяк випадок заборонив місту карбувати власну монету і суттєво обмежив його автономію взагалі. Пізніше самоврядування було відновлене, проте настрої в місті були явно не на боці Ахеменідів.

### Александр і діадохи. Здобуття монополії на східну торгівлю

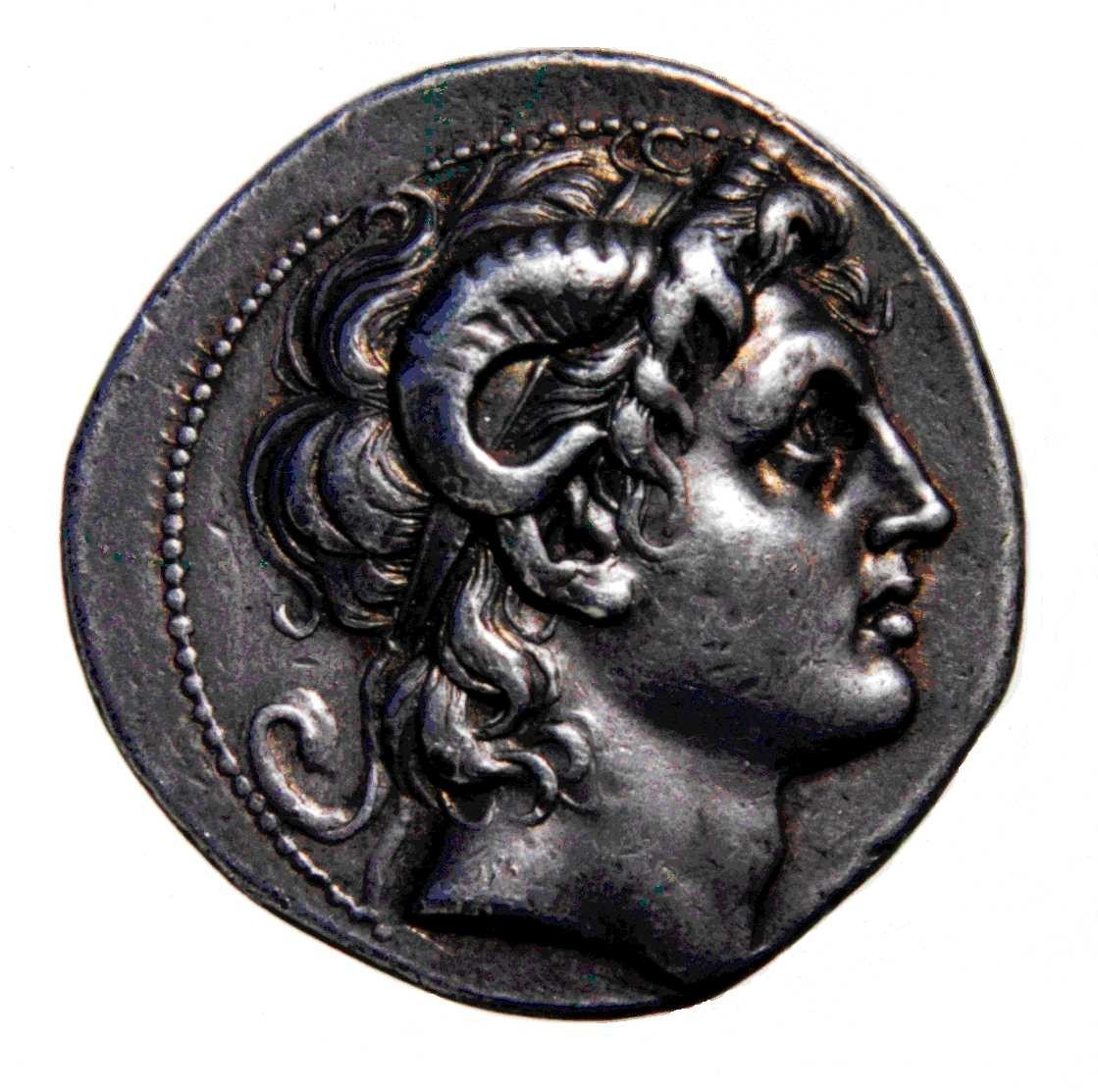
Александр Великий. Зображення на монеті, карбованій в Арваді у 242-240 рр. до н. е.

З початком війни проти Александра арвадська ескадра на чолі з царем Гераштартом відпливла до Егейського моря. Утім після Ісса «арвадські мужі» перейшли на бік переможця і навіть відкликали царя (в Арваді це було можливо) на батьківщину. Александр не наполягав (на відміну від Тіра) на відвідинах міста і прийняв представників громади у своєму таборі в Амріті. Арвад в свою чергу надав Александру кораблі для облоги Тіра – на чолі з тим же безвідмовним Гераштартом.
Зі смертю Александра Фінікія перетворилася на один з найжаданіших призів в боротьбі діадохів. У 320 р. до н. е. Птолемей захопив Арвад, скасувавши в місті царську владу і підпорядкувавши його безпосередньо собі. Проте в 317 р. до н. е. Арвад перейшов до рук Евмена, який принципово відновлював старі династії і конституції. Після загибелі Евмена в 316 р. до н. е. місто дісталося його переможцю Антигону, а з 312 р. до н. е. належало сину Антигона Деметрію. Деметрій залишив місто лише після поразки і загибелі батька біля Іпса (301 р. до н. е.). Мешканці Арвада скористалися цим, аби остаточно скасувати царську владу.
Сусідні сирійські території натомість перейшли під контроль Селевка. Залежність від нього змушений у 296 р. до н. е. був визнати і Арвад. Визнання це, судячи з усього, було лише формальним (Страбон каже, що арвадці визнали владу Селевка «за законом дружби»), проте вкрай вигідним для громади. Адже інші фінікійські міста опинилися під єгипетською владою, тож місто отримало фактичну монополію на торгівлю із Сирією і Месопотамією, а через них – з Іраном і Індією. Піднесення Арваду було стрімким, торгівцям швидко стало затісно на острові, тож торгівля була частково перенесена до спеціально побудованої нової гавані у Карні, що отримала назву Антарад (від «навпроти Арвада»), та навіть до підпорядкованого арвадцям Амріта.
Слава Арваду була такою, що його ім’я навіть до художніх творів потрапляло як синонім заможного міста, якому заздрили найбільші держави тогочасного світу – зокрема до роману Харитона «Херей і Калліроя». З іншого боку – в підтриманні приязних стосунків з містом були зацікавлені і Селевкіди, адже вони, по суті,  кілька десятиліть не мали інших гаваней на східному узбережжі Середземного моря, аніж арвадівські. Це добре розуміли і єгиптяни, які у 286 р. до н. е. приєднали до своїх володінь Амріт і надавали тому всебічну підтримку як конкуренту Арвада. Суперечки між цими двома сусідніми містами швидко перетворилися на популярний сюжет у тогочасній літературі.

### Утвердження незалежності і союз з Селевкідами
В 260 р. до н. е. почалася  Друга сирійська війна. Антіох II звернувся до арвадців за підтримкою, зокрема і кораблями. На знак вдячності у 259 р. до н. е. він визнав цілковиту незалежність міста. Арвад на знак цієї визначної події запровадив навіть нову еру.
Проголошення у 246 р. до н. е. новим царем Селевка II спровокувало початок Третьої Сирійської війни (246 — 241 рр. до н. е.), під час якої Птолемей III окупував Сирію і Месопотамію. Проте у скрутній ситуації Арвад (Страбон підкреслює, що мова йде саме про громаду міста) залишився союзником Селевка II і у 242 р. до н. е. уклав з ним новий договір, за яким цар погодився визнати за містом право надавати притулок навіть тим, хто був засуджений царським судом, – за умови, що біженці не залишатимуть міста без дозволу монарха. Після замирення з Єгиптом (241 р. до н. е.) проти Селевка II  виступив молодший брат Антіох Гієракс, проте Арвад і цього разу залишився вірним союзу з монархом. У 218 р. до н. е. арвадці уклали договір і з Антіохом III. Згідно з ним місто надало в його розпорядження свою ескадру, а цар приєднав до Арвада нарешті захоплений в єгиптян Амріт. Після того, як Антіох III зазнав поразки в боротьбі з Римом, за Апамейским миром (188 р. до н. е.) йому було заборонено мати військовий флот на Середземному морі. Тож захищатися з моря він міг лише завдяки союзницьким відносинам з Арвадом, якому мати власну ескадру ніхто заборонити не міг.
У 70-ті роки II ст. до н. е. арвадці підтримали  узурпатора Геліодора. Тож з Антіохом IV (175—164 рр. до н. е.), який усунув того від влади, стосунки у міста були дуже напруженими. В 169 р. до н. е. дійшло до справжньої війни. Опір тривав два роки, але врешті-решт цар взяв гору, приєднав Арвад до своїх володінь і навіть перейменував на Антіохію Пієрію. Проте найдошкульнішим ударом було нове усамостійнення Амріта. У 164 р. до н. е. Антіох IV несподівано помер. Його сину Антіоху V було лише 9 років, регент Лісій почував себе невпевнено, тож Арваду швидко вдалося відновити незалежність (разом із старою назвою міста). Проте Амріт для нього залишався недосяжним.
В 162 році до н. е. з римського полону втік Деметрій I Сотер. Він вбив Антіоха V і Лісія і зайняв престол. Арвад натомість підтримав зятя Птолемея VI Александра Баласа, який видавав себе за сина Антіоха IV. Після своєї перемоги у 150 р. до н. е., Александр оголосив про повернення Амріта Арваду, але на практиці цього не відбулося. У 145 р. до н. е. в державі Селевкідів спалахнула нова громадянська війна, бойові дії велися й у Фінікії і розпочинати якійсь операції на суходолі для Арвада було надто ризиковано.

### Місто, що призначає царів
На морі місто почувало себе абсолютно впевнено. На свій розсуд укладаючи угоди з іншими державами, а іноді – і з піратами, які завдавали дошкульних ударів кораблям аркадських конкурентів, у той час, як флот міста залишався неушкодженим. Показово, що в 140 р. до н. е. у переліку міст, до яких римський консул спрямував повідомлення про союз з Маккавеями, у Сирії був зазначений лише Арвад. 
В 138 р. до н. е. Арвад відчув себе настільки впевнено, що почав "призначати" володарів Селевкідської держави. Він відкрито підтримав Антіоха VII в боротьбі з узурпатором Трифоном. Вдячний Антіох VII повернув Арваду право на карбування власної монети, котрого він було позбавлений останні 43 роки. А після загибелі царя у 129 р. до н. е. остаточно приєднав до свої володінь Амріт, а принагідно – і сусідню Сіміру. Їхні громадяни стали громадянами Арваду, тож замість фізичного руйнування конкурентів відбулася, так би мовити, «політична деструкція». Амріт таки спорожнів у наступному сторіччі, але з інших причин. А Арвад надалі не робив жодних спроб розширити свою територію, вочевидь вичерпавши свої можливості і колонізаційні ресурси.
У 95 р. до н. е. Селевк VI розпочав війну зі своїм дядьком Антіохом IX, захопив його в полон і стратив. Син страченого, також Антіох на прізвисько Побожний, втік до Арвада, де, очевидно за згодою «мужів міста», оголосив себе царем. Використовуючи Арвад як базу, він розпочав бойові дії проти Селевка і врешті вигнав того з Сирії . Проте по суті Антіох керував лише столицею та її околицями, безперевно відбиваючи атаки інших претендентів на діадему, набатеїв і парфян. Арвад в союзі з ним був по суті «старшим партнером».
У 87 р. до н. е. Арвад, попри свою репутацію партнера піратів підтримав Лукулла в його боротьбі з розбійниками, надавши тому свої кораблі. Коли в 83 р. до н. е. Антіоха Х усунув від престола вірменський цар Тигран II, містяни не стали за того заступатися, і взагалі сваритися з завойовником. Можливо Арвад навіть визнав формально вірменський протекторат. Але після того як у 69 р. до н. е. Лукулл разтрощив армію Тиграна, і передав діадему Антіоху XIII, Арвад повернувся до традиційної «проримської» політики. Містяни, зокрема, підтримали антипіратські акції Гнея Помпея. Можливо тому Помпей, приєднавши у 64 р. до н. е. Сирію до римських володінь, Арвад оголосив «вільним» і навіть заплющив очі на певне розширення його континентальних володінь за рахунок земель, що мали б відійти до Рима.

### Римська доба
Під час громадянської війни вдячні арвадці підтримували Помпея. Можливо за це, урешті-решт, і постраждали. Принаймні з 46 р. до н. е. Арвад не карбував свої тетрадрахми, що може свідчити про суттєве обмеження його автономії Цезарем. Після вбивства Цезаря місто підтримало Кассія в його боротьбі з Долабеллою, якого Цезар залишив у Сирії як намісника. Більше того – Арвад у 41 р. до н. е. фактично взяв під захист чергового узурпатора, який  видавав себе за Птолемея XIII, брата і чоловіка Клеопатри VII. Марк Антоній наказав видати самозванця і стратив його, наклавши на Арвад підвищені податки. В місті почалися заворушення, під час яких представники Антонія були вбиті. Роздратований римлянин взяв Арвад в облогу. Кілька місяців громадяни чинили спротив, проте голод і хвороби, що спалахнули в місті, змусили їх у 38 р. до н. е. капітулювати.
Місто було частково зруйноване, позбавлене усіх своїх континентальних володінь (окрім, можливо, Антирада) та зведене до рівня звичайного провінційного поселення. Щоправда із самоврядуванням і правом карбувати дрібну монету. У 37 р. до н. е. на монетах навіть було викарбуване зображення Клеопатри VII. Надалі її замінило політично нейтральніша Астарта.
За часів Августа Арвад за внутрішнім устроєм не відрізнявся від міст Еллади. Міська рада іменувалася буле, існували народні збори, навіть імена фінікійських богів почали транскрибувати і перекладати грецькою. Грецькими були й написи на місцевих монетах, що карбувалися в Арваді з часів Доміціана до доби Елагабала, а згодом і до правління Гордіанів.
На шляху до Рима місто відвідував апостол Павло.
За римських часів усі переваги острівного становища Арвада зійшли нанівець, у той час як відсутність землі на острові серйозно стримувала розвиток міста. Місцеві мешканці згодом почали перебиратися до Антарада. У 346 році Антарад розбудував імператор Костянтин Великий, що дав йому назву Констанція (не прижилася, адже єпископи все одно були антарадські) і звів у місті надалі надзвичайно популярне святилище Діви Марії. Арвад натомість з того часу перетворився на околицю Антарада, що використовувалася навіть як місце заслання. Так імператор Валент заслав до Арвада єпископа Едеси Барсеса, який палко опонував аріанам. Справу занепаду довершили землетруси.

### Араби і хрестоносці
У 647 р. арабський воєначальник Муавія, повертаючись з першого рейду на Кіпр, пришвартував свою флотилію біля Арвада (араби називали його на свій лад Ар-Руадом). До мешканців він спрямував єпископа Фому з пропозицією перебратися до Візантії і залишити острів арабам. Арвадці заарештували єпископа і приготувалися до оборони. Але наближався сезон штормів і Муавія відступив. Наступного року араби знову з'явилися перед Арвадом в таки примусили мешканців евакуюватися. Араби спалили місто і спробували зруйнувати його мури. Через кілька років мешканці, однак, повернулися, і в 672 р. Муавія, який вже був на той час халіфом, вислав проти Арвада Джанада Абу Умайю з чотирма тисячами вояків на 20 кораблях. Вдерлися до міста вони вночі, перебили усіх, хто в цей час знаходився на вулицях, і примусили тих, хто забарикадувався в будинках, погодитися на сплату податків до скарбниці.

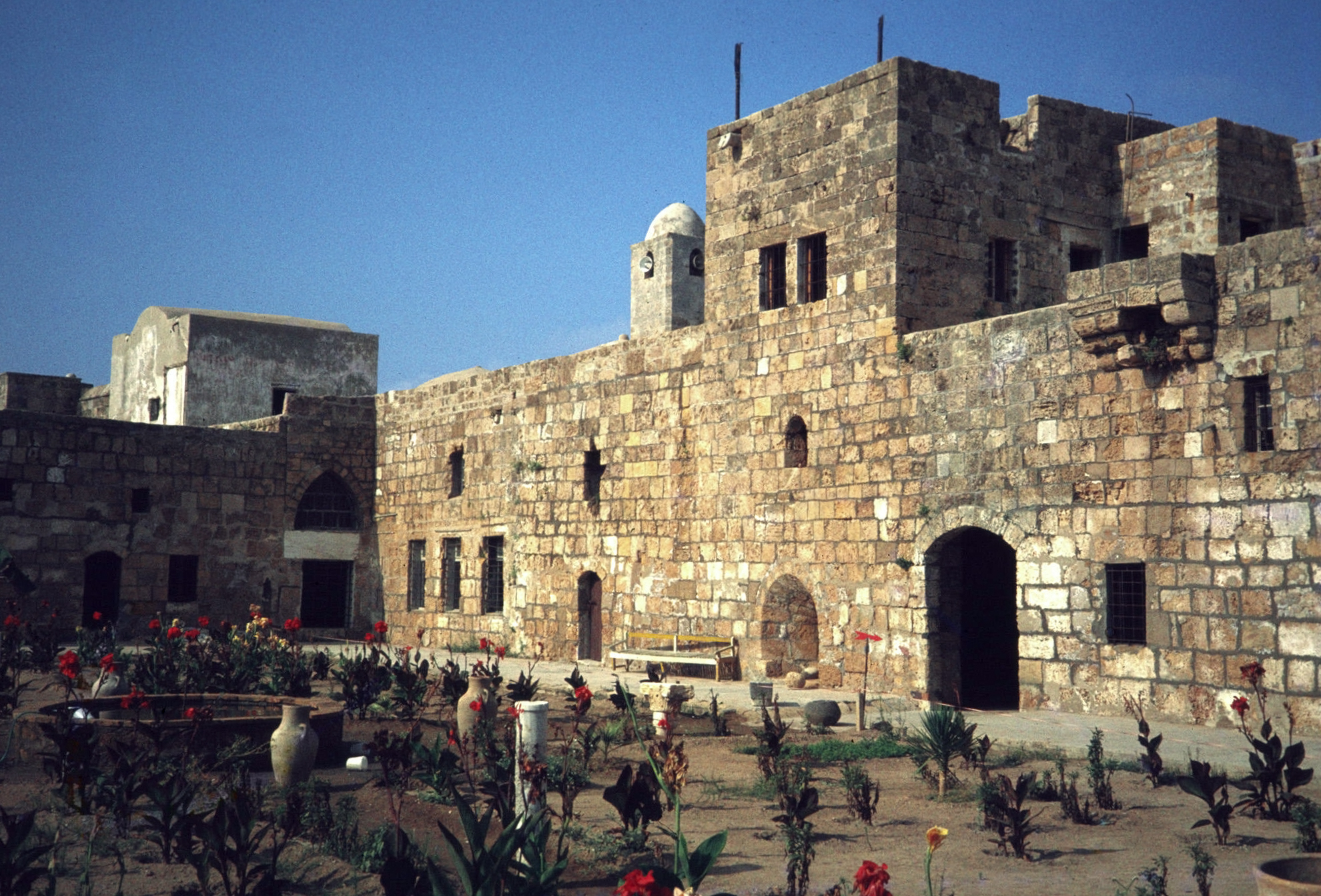
Арвадський замок

Утім з часом поселенців на острові ставало все менше, а після землетрусу 747 р. він майже знелюднів. З 878 ця територія формально належала Тулунідам, з 939 — Ішхидідам, з 970 — Фатімідам. Імператор Іоанн Цимісхій у 974 році повернув острів Візантії. У 1080 р. Арвад перейшов під владу сельджуків. У 1105 р. — разом із сусідньою Тортосою він опинився під владою хрестоносців, формально увійшовши до складу графства Триполі. У 1180 р. за наказом Саладіна острів захопила єгипетська ескадра. Протрималися єгиптяни до 1188 р., коли після невдалої облоги Тортоси утримувати острів не було змоги. Цього ж року острів потрапив до анекдоту, адже король єрусалимський Гі де Лузіньян, який перед звільненням з полону урочисто пообіцяв Саладіну відбути «за море», повідомив султану, що переплив з Тортоси до Арвада, а тому вважає себе вільним від зобов'язань перед ним.
За часів правління хрестоносців,у замку розташовувався гарнізон тамплієрів.Після падіння Акри у 1291 році,Руад (тодішня назва острова) протримався ще 12 років. Це була остання фортеця хрестоносців на Святій Землі та у Сирії.